# فالفابريكا
فالفابريكا (بالإيطالية: Valfabbrica)‏ هي بلدية في مقاطعة بيرودجا في إقليم أومبريا في إيطاليا.

## السكان
في سنة 1861 بلغ عدد السكان 2٬593 نسمة، وتطور العدد ليصل في سنة 2011 لـ 3٬502 نسمة.
يظهر هذا المخطط البياني تطور النمو السكاني لـ فالفابريكا